# سجق الدم

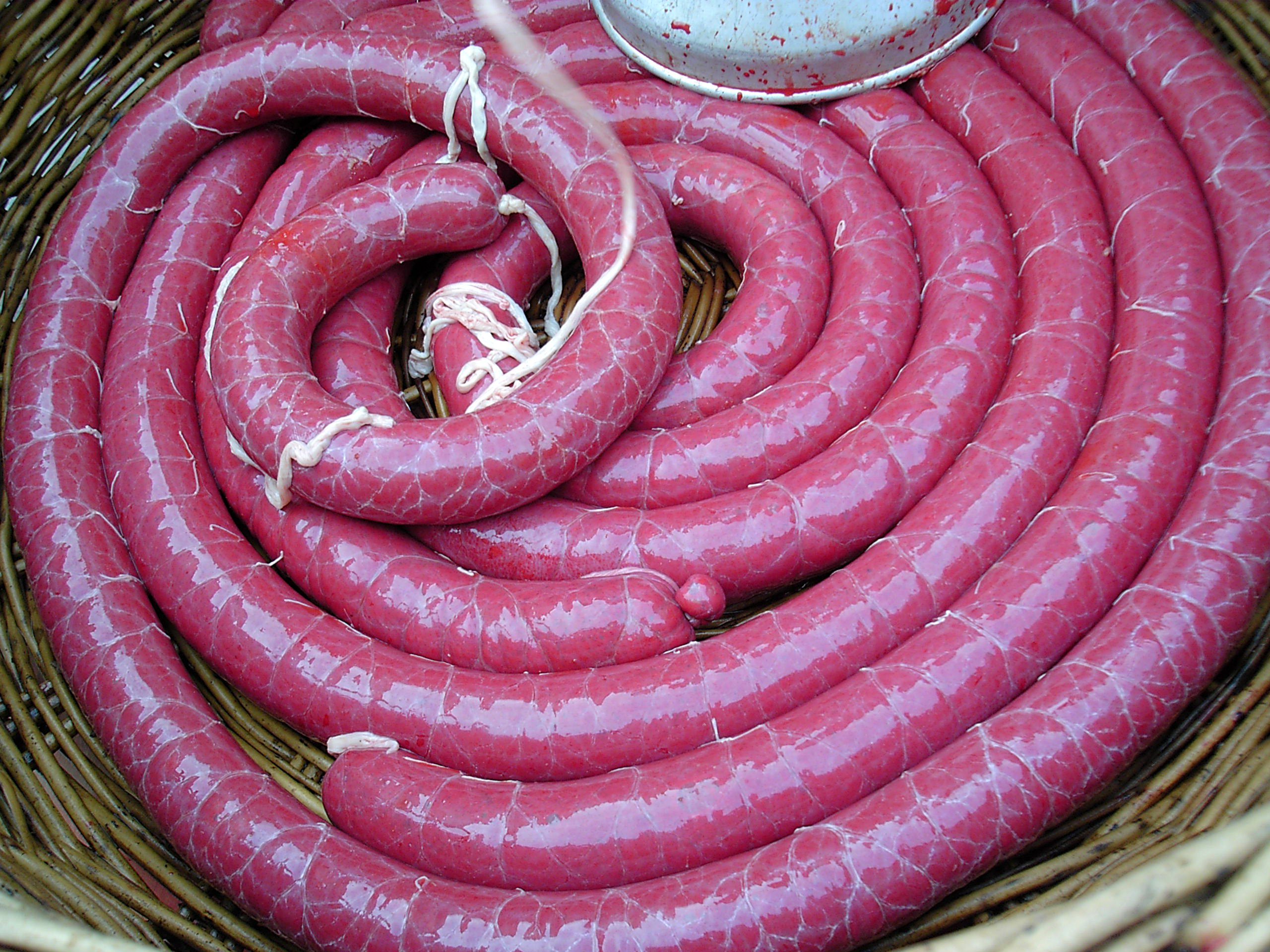
سجق دم فرنسي

الفَصِيدُ أو سجق الدم أو نقانق الدم (غالبًا ما تسمى البودينغ الأسود بالإنجليزية البريطانية، وفي بعض الأحيان بودينغ الدم، (على الرغم من أن هذه الوصفات تشتمل عادة على الشوفان أو الشعير) هي نقانق محشوّة بالدم المطهو أو المجفّف والممزوج مع مادة حشو حتى يصبح سميكًا بما يكفي ليتجمّد عندما يبرد. هناك تعديلات عديدة على الوصفة في جميع أنحاء العالم. يمكن استخدام دم الإبل والخنازير والأبقار والأحصنة والحمير والأغنام والبط والماعز، وذلك حسب البلد.
في أوروبا والأمريكتين، تعدّ اللحوم والدهون والشحم والخبز ودقيق الذرة والبصل والكستناء والشعير ودقيق الشوفان والحنطة السوداء من الحشوات النموذجية. في شبه الجزيرة الإيبيرية وآسيا، يُستخدم الأرز غالبًا بدلًا من الحبوب الأخرى.
في العديد من اللغات، يوجد مصطلح عام مثل سجق الدم (في الإنجليزية الأمريكية) وبودينغ الدم (في الإنجليزية البريطانية) يُستخدم لجميع أنواع السجق المصنوعة من الدم، سواء أكانت تتضمن مكونات غير حيوانية مثل الخبز والحبوب والمكسرات أم لا. وغالبًا ما يُشار إلى السجق التي تشتمل على مثل هذه المكونات بمصطلحات أكثر تحديدًا، على سبيل المثال، البودينغ الأسود بالإنجليزية.

## أفريقيا
في كينيا، تعدّ موتورا الطبق التقليدي لدى شعب وسط كينيا، على الرغم من شعبيتها اليوم لدى الجميع. وهي مصنوعة من اللحم والدم والتوابل بحشوها جميعها في أمعاء الحيوان أو معدته. في كينيا، تشمل مواد الحشو لحم الماعز أو البقر المفروم الطازج والدهون والبصل الأحمر.
يُجمع دم الماعز أو الأبقار أو الغنم بعد ذبحها لاستخدامه في الحشو، رغم أن العديد من أنواع موتورا الحالية، خاصة تلك التجارية التي تباع في الشوارع، لا تحتوي على دم. يمكن أن يكون اللحم المستخدم في الحشو أي جزء لحميّ، ولكن مثل أي نقانق أخرى، لا تُستخدم قطع الذبيحة الرئيسة عادة للحشو. وبدلًا من ذلك، تشفَّى قطع اللحم الأقل دهونًا والأكثر قساوة من العظام، على سبيل المثال الرقبة. يكون غلاف الحشوة هو كيس المعدة والأمعاء الغليظة. وتُغسل بشطفها بالماء عدة مرات لتنظيفها.
يُقطَّع اللحم المعدّ للحشو تقطعيًا دقيقًا أو يُفرَم، وغالبًا ما تُشفّى الدهون اللازمة من أجزاء أخرى. يُقلى اللحم قليلًا، ويُخلط مع البصل الأحمر المقطّع قطعًا صغيرة والملح والفلفل الحار الطازج حسب الرغبة. وتشمل الإضافات الأخرى الكزبرة المطحونة والثوم والفلفل وحتى مرقة لحم البقر. ثم تُخلط جيدًا مع الدم الطازج من الحيوان، وتُحشى في المعدة والأمعاء، مع خياطة الفتحات أو ربطها بالخيط.
تُغلى النقانق في قدر كبير (غالبًا مع الأجزاء الأخرى من الحيوان التي لا تُشوى وتستخدم لصنع الحساء) لمدة 30-45 دقيقة، وتُحمَّص على الفحم حتى يصبح لونها بنيًا. تُقطَّع على شكل شرائح، وتقدَّم مع الكاتشومباري، وهي سلطة بصل بشكل رئيس تتكون من الطماطم والبصل الأحمر والكزبرة الطازجة، وقليل من الفلفل الحار وعصرة من الليمون. النشاء المستخدَم هو الأوغالي.

## الأمريكيتان

### الولايات المتحدة

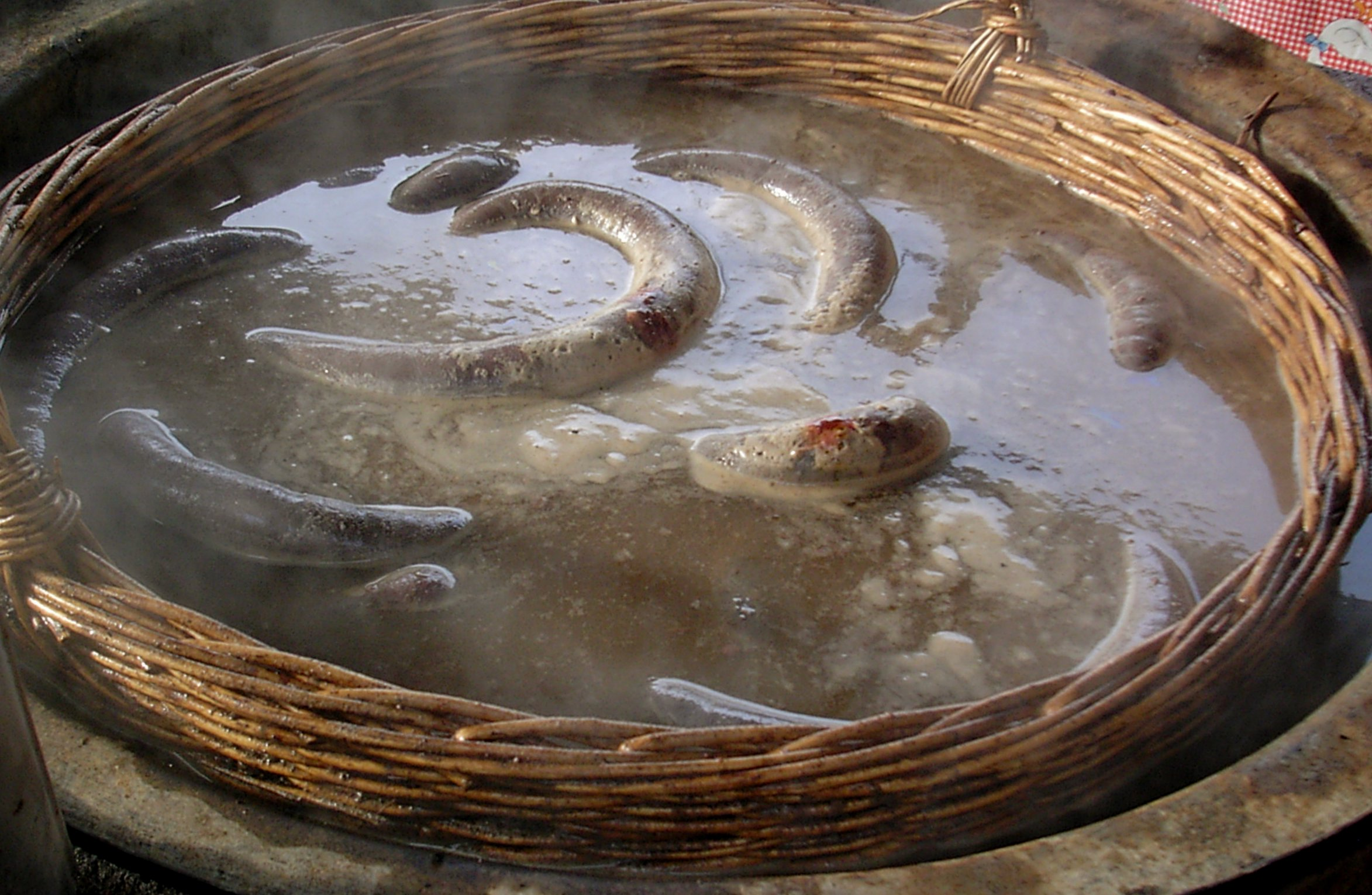
البودينغ الأحمر وهو نوع من النقانق الكاجونية

من الصعب العثور على نقانق الدم في محلات السوبر ماركت في الولايات المتحدة. تعدّ بروكسل وستورغن باي في ولاية ويسكونسن موطنًا للبقالين المحليين الذين ينتجون نقانق الدم، بسبب تعداد السكان الكبير للأمريكيين من أصل بلجيكي. تحوي محلات السوبر ماركت في جميع أنحاء ولاية مين أيضًا بودينغ الدم المُنتج محليًا بسبب وجود كثافة سكانية كبيرة من الكنديين الفرنسيين في الولاية. في جنوب شرق ولاية ميشيغان، يمكن العثور على كوسانكا على الطريقة البولندية في محلات السوبر ماركت على مدار العام، وتحظى بشعبية كبيرة.
يُسمى الطبق الأمريكي الإيطالي من نقانق الدم في منطقة خليج سان فرانسيسكو باسم بايرولدو وتحتوي على حبوب الصنوبر والزبيب والبهارات ومخاطم خنازير وتُصنَع إما باستخدام دم الخنزير أو البقر. يمكن العثور على نقانق الدم على الطريقة الألمانية والزنجنورست في فريسنو وسانتا روسا، حيث تقدم المحلات الروسية والأرمنية للوجبات الجاهزة مجموعة واسعة من الأطعمة الأوروبية الوسطى. أيضًا، لدى ألباين فيليج في تورانسي، كاليفورنيا البلوتورست بسبب وجود عدد كبير من السكان الأمريكيين الألمان في منطقة ساوث باي في مقاطعة لوس أنجلوس.
الكيجن بودي هو سجق طازج مصنوعة من البصل الأخضر ولحم الخنزير وكبد الخنزير (ما يجعله مبرغلًا أو حبيبيًّا إلى حد ما) والأرز. يُضاف دم الخنزير أحيانًا لإنتاج البودي روج، لكن هذا التقليد أصبح نادرًا بشكل متزايد بعد منتصف القرن العشرين بسبب تراجع البوشيوري (الذبح الجماعي التقليدي) واللوائح الصحية الحكومية التي تحظر نقل الدم النيء. نتيجة لذلك، عادة ما تُصنع الكيجن بودي الآن من دون الدم؛ ومع ذلك، ما يزال من الممكن شراء البودي «الأسود» أو بودي الدم.

### أمريكا اللاتينية
تُقدّم المورسيلا في العديد من مناطق أمريكا اللاتينية. تُصنع المورسيلا أحيانًا من حشوة من الأرز و/ أو البصل، وتُتبَّل مع البابريكا والتوابل الأخرى. في بورتوريكو، تُقدّم مقلية وتؤكل على الأغلب خلال العطلات. في كولومبيا، يمكن أن تحتوي المورسيلا على الرز أو البازلاء الخضراء أو الكزبرة أو القرصعنة، وغالبًا ما تؤكل ضمن مقبلات تسمى «بيكادا» أو مع الأطباق التقليدية «بانديخا بايسا» أو «فريتانغا». في فنزويلا، غالبًا ما تُقدّم المورسيلا مع الباريلا (باربكيو).

#### الأنديز
في الإكوادور تسمى سجق الدم أيضًا مورسيلا، بينما في بنما وكولومبيا، يُطلَق عليها اسم مورسيلا أو ريلينا أو تيوبيريا نيغرا وعادة ما تُحشَى بالرز. في البرازيل، كما هو الحال في البرتغال، يتم تناول المورسيلا وشاوريكو دو سانغ. في السلفادور ونيكاراغوا والمكسيك، يطلق عليها اسم «مورونغا».

#### الأرجنتين

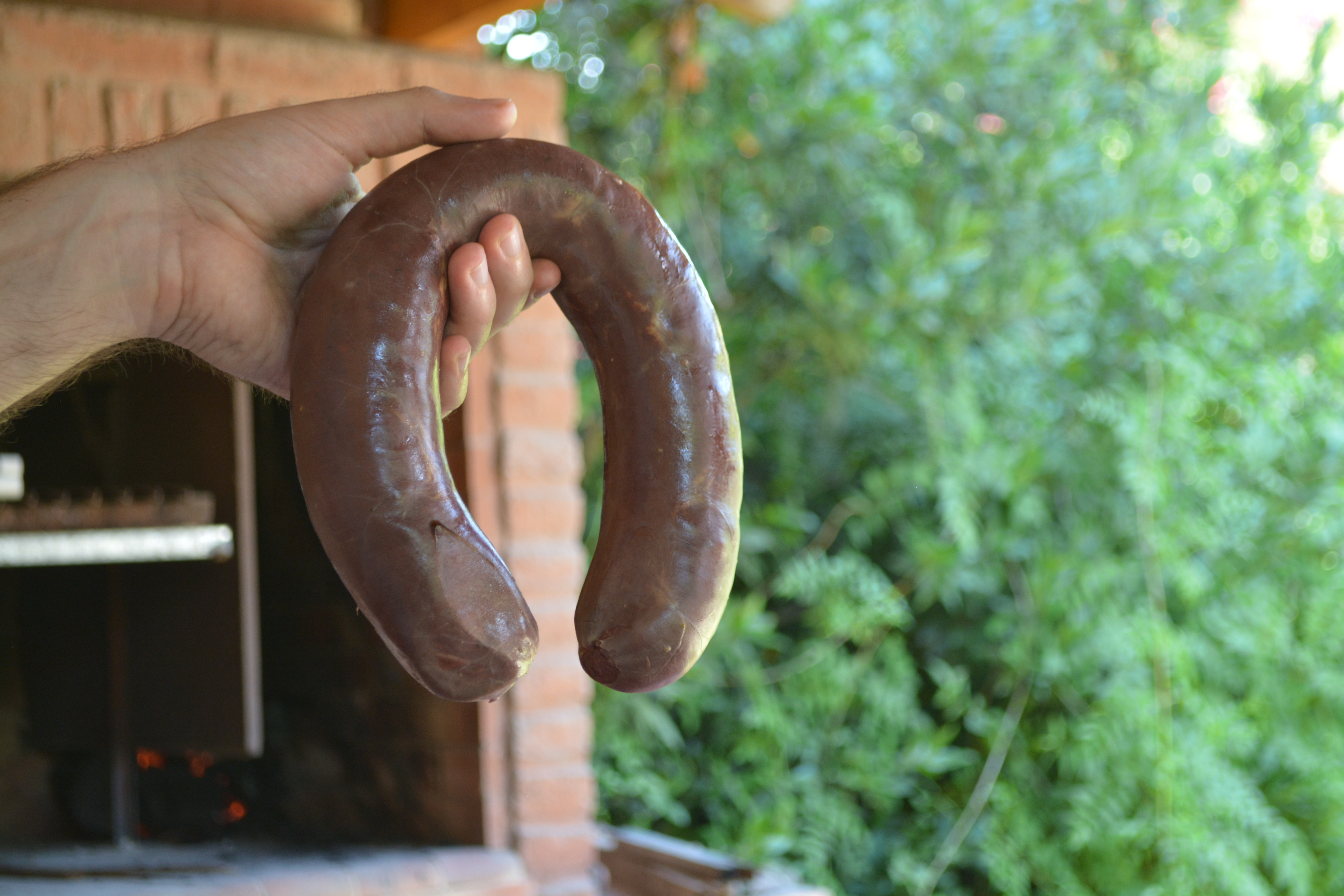
المورسيلا الأرجنتينية

تُؤكل المورسيلا أيضًا داخل شطيرة تُسمى «مورسيبان»، خاصة في ريو دي لا بلاتا. في الأرجنتين، تعدّ المورسيلا إحدى مكونات الأسادو، وهي وجبة شواء محلية منوّعة أو وجبة باربكيو. في الأوروغواي، يحتوي الطبق حلو المذاق على الزبيب والصنوبر ويحظى بشعبية كبيرة؛ يضيف بعض البائعين الشوكولاتة وقشور البرتقال بالكراميل والفول السوداني والفواكه المجففة الأخرى. عادةً ما يكون الأوروغوايون مولعين بالمورسيلا ذات الطعم الحلو أو المالح، وتوفّر معظم المطاعم ومحلات السوبر ماركت كلا الطعمين.

#### البرازيل
في البرازيل، يُسمى طبق نقانق الدم شاوريكو أو مورسيلا (أحيانًا تُقدَّم المورسيلا على الطريقة الإسبانية القشتالية أيضًا)، وتتكون من نقانق طازجة محشوة بالدم ودهون الخنزير والأرز عادةً. إنها نوع مختلف عن نقانق الدم البرتغالية، وهي معروفة بلونها الغامق. تحظى في بعض المناطق بشعبية في حفلات الشواء (تشوراسكو) كفاتح شهية.

## وصلات خارجية
- البودينغ الأسود (لمحة تاريخية ودليل إرشادي) - جمعية الإفطار الإنجليزيّة. (بالإنجليزية)
- طريقة إعداد سجق الدم (بالإنجليزية)